# Младен Зељковић
Младен Зељковић (18. новембар 1987) је српски професионални фудбалер који игра на позицији десног бека за Бечеј 1918.

## Каријера
Зељковић је почео да игра 2008. године у Новом Саду, након чега је наступао за новосадски Пролетер и Палић. Године 2012. отишао је преко границе да игра у Премијер лиги Босне и Херцеговине са ФК Радником Бијељина. Касније је играо за ФК Борац Бања Лука и ФК Жељезничар Сарајево.
Зељковић је 2015. отишао у иностранство да игра у Канадској фудбалској лиги за ФК Ватерло Регион. После сезоне у Канади, вратио се у Радник 2016. У клубу је освојио Куп Босне и два Купа Републике Српске.
Године 2017. потписао је за Алашкерт из Премијер лиге Јерменије. Играо је у УЕФА Лиги шампиона 2017/18 против ФК Санта Коломе и ФК БАТЕ Борисова. У сезони 2017–18 Зељковић је помогао Алашкерту да освоји титулу првака. У сезони 2018–19, Зељковић је освојио и Суперкуп Јерменије и Куп Јерменије 2018–19. Он је напустио Алашкерт у децембру 2019. након што му је истекао уговор са клубом.
У јануару 2020. Зељковић се вратио у Босну и Херцеговину и прешао у Челик Зеница. Службено је дебитовао за Челик у поразу од ФК Зрињског из Мостара резултатом 2:0 23. фебруара 2020. Зељковић је 3. јула 2020. напустио Челик и придружио се српском суперлигашком клубу Напредак Крушевац. Следеће сезоне остао је на Балкану и обезбедио уговор са ФК Дечићем у Првој лиги Црне Горе.
После сезоне у Црној Гори, следеће године се вратио у Србију да игра у трећу лигу земље са ФК Текстилац Оџаци. Године 2022. потписао је за ФК Бечеј 1918.

## Почасти
Радник Бијељина
- Куп Босне: 2015/16
- Куп Републике Српске: 2015/16, 2016/17

Алашкерт
- Премијер лига Јерменије: 2017/18
- Куп Јерменије: 2018/19
- Суперкуп Јерменије: 2018